# Morbier (Jura)
Morbier é uma comuna francesa na região administrativa de Borgonha-Franco-Condado, no departamento de Jura. Estende-se por uma área de 41,58 km². Em 2010 a comuna tinha 2 374 habitantes (densidade: 57,1 hab./km²).
Em 1 de janeiro de 2007, incorporou a antiga comuna de Tancua ao seu território.

## Demografia
| 1793 | 1800 | 1806 | 1821 | 1831 | 1836 | 1841 | 1846 | 1851 |
| ---- | ---- | ---- | ---- | ---- | ---- | ---- | ---- | ---- |
| 1880 | 1880 | 1903 | 1911 | 2042 | 2090 | 2087 | 1978 | 1944 |

| 1856 | 1861 | 1866 | 1872 | 1876 | 1881 | 1886 | 1891 | 1896 |
| ---- | ---- | ---- | ---- | ---- | ---- | ---- | ---- | ---- |
| 1880 | 1660 | 1681 | 1681 | 1657 | 1577 | 1545 | 1573 | 1719 |

| 1901 | 1906 | 1911 | 1921 | 1926 | 1931 | 1936 | 1946 | 1954 |
| ---- | ---- | ---- | ---- | ---- | ---- | ---- | ---- | ---- |
| 1456 | 1466 | 1433 | 1002 | 1060 | 1020 | 966  | 886  | 1123 |

| 1962 | 1968 | 1975 | 1982 | 1990 | 1999 | - | - | - |
| --- | ---- | ---- | ---- | ---- | ---- | - | - | - |
| 1217 | 1273 | 1547 | 1667 | 1964 | 2069 | - | - | - |
| Para os censos de 1962 a 2006 a população legal corresponde à popolução sem duplicidades, segundo define o INSEE. |      |      |      |      |      |   |   |   |